# كلارنس أكونيا
كلارنس ويليامز أكونيا دونوسو (بالإسبانية: Clárence Williams Acuña Donoso)‏ ولد 8 فبراير 1975 في تشيلي، هو لاعب كرة قدم تشيلي سابق كان يلعب كلاعب وسط. سبق له أن لعب في كأس العالم لكرة القدم مع منتخب بلاده. لعب خلال مسيرته 335 مباراة سجل خلالها 34 هدفاً.

## مسيرته الكروية
لعب كلارنس أكونيا خلال مسيرته الاحترافية مع 8 أندية في تسعة عشر موسمًا وسجل خلالها 34 هدفًا ضمن 331 مباراة. حيث فاز في موسمين بالكأس وفي موسمين بالدوري.
خاض كلارنس أكونيا مسيرته مع نادي أوهيجينس في موسم 1994 واستمر معه طيلة ثلاثة مواسم، مشاركًا في 81 مباراة سجل خلالها 8 أهداف. ثم انتقل إلى نادي أونيفرسيداد دي تشيلي في موسم 1997 ليلعب معه أربعة مواسم، حيث شارك في 97 مباراة سجل خلالها 12 هدفًا. لينتقل بعدها إلى نادي نيوكاسل يونايتد في موسم 2000–01 ليلعب معه أربعة مواسم، مشاركًا في 46 مباراة سجل خلالها 6 أهداف. ثم انتقل إلى نادي روزاريو سنترال في موسم 2003–04 لمدة موسم واحد، مشاركًا في 12 مباراة ولم يسجل أي هدف. هذا وانتقل لاحقًا إلى نادي بالستينو ما بين عامي 2005 و2006 لمدة موسم واحد، مشاركًا في 11 مباراة سجل خلالها هدفين. ثم انتقل بعدها إلى نادي يونيون إسبانيولا في عامي 2006-2008 في المرة الأولى ولمدة موسمين ثم في عامي 2008-2010 ولمدة موسمين، مشاركًا طوالها في 70 مباراة سجل خلالها 6 أهداف. ليعود وينتقل من جديد، لكن هذه المرة إلى نادي كونسيبسيون ‏ ما بين عامي 2007 و2008 لمدة موسم واحد، مشاركًا في 7 مباريات ولم يسجل أي هدف. لينتقل بعدها إلى نادي لاسيرينا ما بين عامي 2010 و2011 لمدة موسم واحد، مشاركًا في 7 مباريات ولم يسجل أي هدف أيضًا.

## روابط خارجية
- كلارنس أكونيا على موقع الاتحاد الدولي (مؤرشف)  (الإنجليزية)
- كلارنس أكونيا على موقع إي إس بي إن إف سي (الإنجليزية)
- كلارنس أكونيا على موقع قاعدة بيانات كرة القدم.إي يو (الإنجليزية)
- كلارنس أكونيا على موقع ناشيونال فوتبول تيمز (الإنجليزية)
- كلارنس أكونيا على موقع Soccerbase.com (لاعب) (الإنجليزية)
- كلارنس أكونيا على موقع Soccerway.com (الإنجليزية)
- كلارنس أكونيا على موقع عالم كرة القدم.نت (الإنجليزية)